# Stephanie St. Clair
Stephanie St. Clair (24 de diciembre de 1897, Martinica, Antillas francesas - diciembre de 1969) fue una líder de los bajos fondos que dirigió numerosas empresas en Harlem, Nueva York a principios del siglo XX. St. Clair resistió los intereses de la mafia durante varios años después de que terminara la Ley Seca; se convirtió en una leyenda local por sus denuncias públicas de la policía corrupta y por resistirse al control de la mafia. Dirigió con éxito una lotería clandestina en Harlem y fue una activista de la comunidad negra. Sus apodos incluían: Queenie, Madame Queen, Madame St. Clair y Queen of the Policy Rackets.

## Primeros años
Stephanie St. Clair nació en las Indias Occidentales, de ascendencia africana, de una madre soltera, Félicienne, que trabajó duro para enviar a su hija a la escuela. Según la Declaración de Intenciones de St. Clair de 1924, declaró Fort-de-France, Antillas Francesas (actual Martinica, Antillas) como su lugar de nacimiento. 
Cuando St. Clair tenía 12 años, su madre enfermó gravemente y tuvo que abandonar la escuela. Logró ahorrar algo de dinero y, tras la muerte de su madre, abandonó Martinica para trasladarse a Montreal, probablemente como parte del Plan Doméstico del Caribe de 1910-1911, que trajo jóvenes trabajadoras domésticas contratadas a Quebec.
Emigró a los Estados Unidos desde Montreal y llegó a Nueva York en 1912. Aprovechó el largo viaje y la posterior cuarentena para aprender inglés. En Harlem se enamoró de un delincuente de poca monta, Duke, quien pronto intentó inducirla a la prostitución, pero murió de un disparo en una pelea entre pandillas. Cuatro meses más tarde, Stephanie decidió iniciar su propio negocio, vendiendo fármacos sin receta con la ayuda de su nuevo novio, Ed. 
Después de unos meses, invirtiendo las ganancias en apuestas y lotería ilegales había ganado la exorbitante suma de 30.000 dólares, y le dijo a Ed que quería dejarlo y comenzar su propio negocio. Ed intentó estrangularla y ella lo empujó con tanta fuerza que se golpeó el cráneo contra una mesa y murió. Durante los meses siguientes, empleó a sus propios hombres, sobornó a la policía y el 12 de abril de 1917 invirtió 10.000 dólares de su propio dinero en un juego de lotería clandestino en Harlem. Como resultado de su éxito al dirigir uno de los juegos de números más importantes de la ciudad, se hizo conocida en todo Manhattan como Queenie, pero los residentes de Harlem se referían a ella como Madame St. Clair. 

## Participación en la lotería
St. Clair se dedicaba a la banca política, lo que para ella era una mezcla de inversiones, juegos de azar y lotería. En aquella época muchos bancos no aceptaban clientes negros, por lo que no podían invertir legalmente. La banca de políticas técnicamente no era legal, pero era una de las pocas opciones ofrecidas a los residentes negros de Harlem que deseaban invertir su dinero. También era una industria predominantemente negra, lo que permitió a muchos banqueros tener un sentido de iniciativa que no sería posible en campos dominados por los blancos. De esta manera, St. Clair utilizó la economía sumergida de Harlem para abordar la política racial.
En esa época, la lotería en Harlem estaba dominada por los hombres y St. Clair era una de las pocas mujeres involucradas. Ella ayudó a la comunidad negra de Harlem brindándoles a muchos trabajo, como por ejemplo como mensajeros. Parte de la actividad de los banqueros era financiar pequeñas empresas que por lo demás eran legales y que aceptaban apuestas de los jugadores. También ayudó a su comunidad donando dinero a programas que promovían el progreso racial.Debido a su éxito en sus negocios, vivió una vida lujosa, ganando más de 20.000 dólares al año en la década de 1920.

## Corrupción policial
Se sabía que St. Clair publicaba anuncios en los periódicos locales educando a la comunidad de Harlem sobre sus derechos legales, abogando por el derecho al voto y denunciando la brutalidad policial contra la comunidad negra. Varias veces se quejó ante las autoridades locales por el acoso por parte de la policía. Cuando no le hicieron caso, publicó anuncios en los periódicos de Harlem, acusando a altos oficiales de policía de corrupción.
La policía respondió arrestándola bajo una acusación falsa y pasó ocho meses en una workhouse. En respuesta, testificó ante la Comisión Seabury sobre los sobornos que había pagado a los agentes de policía y a quienes habían participado en el juego ilegal de Harlem.  Posteriormente la comisión despidió a más de una docena de agentes de policía.

## Conflicto con la mafia
Después del fin de la Prohibición, las familias criminales judías e italoamericanas vieron una disminución en sus ganancias y decidieron mudarse a la escena del juego y las apuestas de Harlem. El jefe de la mafia del Bronx, Dutch Schultz, fue el primero en actuar, golpeando y matando a los operadores telefónicos que no le pagaban por "protección".
St. Clair y su principal ejecutor Ellsworth "Bumpy" Johnson se negaron a pagar protección a Schultz a pesar de la violencia e intimidación por parte de la policía que enfrentaron. St. Clair respondió atacando las fachadas de los negocios que gestionaban las operaciones de apuestas de Dutch Schultz y avisando a la policía sobre él. Esto dio lugar a que la policía allanara su casa, arrestara a más de una docena de sus empleados y confiscara aproximadamente 12 millones de dólares (unos 190,6 millones de dólares de 2021). St. Clair nunca se sometió a Dutch Schultz, a diferencia de muchos otros en Harlem.
Después de los problemas de St. Clair con Schultz, ella tuvo que legitimarse y mantenerse alejada de la policía, por lo que le pasó su negocio criminal a Johnson. Finalmente, su antiguo ejecutor negoció con Lucky Luciano, y Lucky se hizo cargo de los puestos de Schultz, con un porcentaje para "Bumpy". Los mafiosos entonces tenían que acudir primero a "Bumpy" si tenían algún problema en Harlem. Luciano se dio cuenta de que la guerra en Harlem era mala para los negocios. Schultz resultó mortalmente herido en un tiroteo ordenado por la Comisión en 1935; St. Clair, aunque no estuvo involucrada en el ataque, envió un famoso telegrama a Schultz en su lecho de muerte que decía: “Lo que sembréis, así cosecharéis”. Se dice que el telegrama fue noticia en periódicos de todo el país. En la década de 1940, Johnson se había convertido en el rey del hampa en Harlem, y St. Clair se involucró cada vez menos en la lotería clandestina.

## Vida posterior
Después de su retiro del negocio criminal, comenzó una nueva etapa en su vida como defensora de la reforma política. A finales de la década de 1930, conoció a Sufi Abdul Hamid, conocido como el "Hitler negro" por su activismo antisemita de corte nazi. Hamid era un activista militante y líder de un "culto budista islámico" (!). Se casaron pero el matrimonio de St. Clair y Hamid se fue a pique rápidamente cuando él supuestamente tuvo un romance con una adivina negra conocida como "Fu Futtam" (Hamid se casó con Futtam, cuyo verdadero nombre era Dorothy Matthews, en abril de 1938, y fundaron juntos un templo "budista").
El matrimonio terminó oficialmente en enero de 1938 cuando St. Clair le disparó a Hamid durante una pelea por su relación con Futtam y fue sentenciada a entre dos y diez años en el Centro Correccional para Mujeres de Bedford Hills en Nueva York. Después de ser liberada de prisión a principios de la década de 1940, St. Clair vivió una vida aislada y se informó que había logrado pasar de ser una figura del submundo a una legítima "mujer de negocios próspera". Continuó escribiendo columnas en el periódico local sobre discriminación, brutalidad policial, redadas ilegales y otros problemas que enfrentaba la comunidad negra.

## Muerte
St. Clair murió tranquilamente y todavía rica en 1969, poco antes de cumplir 73 años. "Bumpy" Johnson, que había regresado a vivir con ella y a escribir poesía, había muerto un año antes. Sin embargo, su muerte no fue mencionada en ningún periódico de la época.

## En la cultura popular
Película
- En la película Cotton Club de 1984, St. Clair es interpretada por Novella Nelson.
- En la película Hoodlum de 1997, St. Clair es interpretada por Cicely Tyson.

Televisión
- Un personaje llamado Madame Queenie es interpretado por Andrea Solonge en la serie de AppleTV Time Bandits, temporada 1, episodio 4 "Prohibición".
- St. Clair es interpretada por Alexandra Afryea en un episodio de 2014 de la serie Celebrity Crime Files de TV One'.
- Un personaje llamado Queeny con una narrativa similar a St. Clair estuvo en la serie de CBC/BET "The Porter" de 2022.
- "El alcohol, las apuestas y el sexo que construyeron Estados Unidos", docuserie de 2022 en History Channel.

Teatro
- Fulani Haynes interpretó a St. Clair en una producción de 2007, 409 Edgecombe Ave, The House on Sugar Hill, de Katherine Butler Jones.

Libros de historietas
- La serie de cómics Harlem de 2022 de Mikaël se centra en la lotería clandestina de St. Clair en la década de 1930. [10]
- La novela gráfica de 2021 Queenie, la marraine de Harlem (Queenie: Madrina de Harlem) de Elizabeth Colomba y Aurélie Lévy. [11]

Videojuegos
- Aparece como un personaje jugable en el juego de estrategia Empire of Sin.
- Una caricatura de su imagen se presenta como una máscara que el jugador puede usar en el juego de disparos en primera persona con temática de atracos Payday 2.

Juegos de mesa
- Aparece como un personaje jugable como una jefa de los bajos fondos que dirige la banda de los Lobos Negros en el juego de mesa Scarface 1920 de Redzen Games.